# Харучейяха
Харучейяха — река в России, протекает по территории Пуровского района Ямало-Ненецкого автономного округа.  Устье Харучейяхи расположено в 359 километрах от устья по левому берегу Пякупура. Длина реки 94 километра. Площадь водосбора составляет 824 км², его заболоченность — 64%

## Описание
Начинается на западе района в озёрной местности на высоте выше 102,3 метра над уровнем моря. Течёт в восточном направлении, пойма реки заболочена. В верховьях вдоль реки проходит автодорога. В среднем течении по берегам появляются сосновый лес и ягельники. В низовьях к сосне добавляется кедр. Высота устья — 59 метров над уровнем моря. Около устья — кедрово-лиственничный лес.
Зимой река не промерзает, пик водяного стока приходится на май-июнь. Среднее значение мутности вод реки в период с июня по сентябрь составляет 10 г/м³, максимум значения достигается в ноябре.
Почвы долины — подзолистые аллювиально-железистые.

## Основные притоки
- 5 км: Пульпуяха[3] (правый)
- 24 км: река без названия (правый)
- 45 км: Харучейяха-Тарка[2][8] (правый)
- 54 км: река без названия (правый)
- 59 км: река без названия (правый)

## Этимология названия
Название реки произошло из лесного ненецкого языка, на котором звучит как  Каљвуче”эй дяха и имеет значение 'большая лиственничная река'.

## Хозяйственное освоение
Харучейяха протекает по территории Муравленковского нефтегазового месторождения. В верховьях реки расположена водозаборная скважина.

## Данные водного реестра
По данным государственного водного реестра России относится к Нижнеобскому бассейновому округу, водохозяйственный участок реки — Пур, речной подбассейн реки — подбассейн отсутствует. Речной бассейн реки — Пур.
Код объекта в государственном водном реестре — 15040000112215300055322.